# Eva Cassidy
Eva Marie Cassidy (Oxon Hill, Washington D. C.; 2 de febrero de 1963 - Bowie, Maryland; 2 de noviembre de 1996) fue una cantante de folk, soul y blues. Admiradora de Aretha Franklin, Ella Fitzgerald y Linda Ronstadt, su estilo melódico se ha comparado con el de Nancy Wilson y cuenta con admiradores declarados como Roberta Flack, Shirley Horn, Sting, Mick Fleetwood, Chris de Burg y Paul McCartney.

## Biografía
De antepasados alemanes e irlandeses, desde muy pequeña mostró interés y talento para la pintura y la música. Su padre y su hermano eran músicos aficionados, y Cassidy tuvo como primeras influencias el folk de Bob Dylan, Pete Seeger y Buffy Sainte-Marie. A los nueve años, aprendió a tocar la guitarra y comenzó a tocar para amigos y familiares, si bien Eva nunca mostró una ambición profesional. Durante el instituto, fue vocalista en una banda local de Washington D. C., Stonehenge, y después formó parte de Easy Street, con quienes actuó en varios clubes de la zona. También colaboró con Wild World, The Honeybees y la banda de tecno-pop Method Actor en la primera mitad de los años 80. 
En 1986 Cassidy conoció a Chris Biondo, ingeniero de sonido, que al saber de sus dotes musicales la animó a grabar sus versiones en estudio y se convirtió en su principal valedor. En 1990 Biondo, también bajista, y Cassidy formaron una banda estable junto al guitarrista Lenny Williams, y actuaron en clubes de Washington D. C., adquiriendo cierta popularidad local, siendo representados por Al Dale. Dos años después, Biondo consiguió hacer llegar a Chuck Brown, renombrado músico de la escena funk y soul con base en la ciudad, una grabación de la voz de Eva. Brown se quedó impresionado y la comparó con Ella Fitzgerald. Ese mismo año Chuck Brown y Eva Cassidy grabaron un disco, The other side, que contenía versiones de temas clásicos como "Fever" y de artistas como Billie Holiday, además de la interpretación de Eva de "Over the rainbow". El trabajo fue editado por Liaison Récords y gozó de buena acogida local, lo que propició que Cassidy recibiera varias ofertas de discográficas para convertirse en cantante solista. Ella las rechazó todas porque le pedían que adaptara su estilo personal a un sonido más pop, y continuó tocando con su banda en locales de la zona durante los años siguientes y viviendo en una granja a las afueras de Washington. 
En septiembre de 1993 le fue extirpado un lunar maligno en la espalda. Estuvo tocando alrededor de la ciudad, a menudo con Brown, y ganó varios premios locales.
En enero de 1996 salió a la venta Live at Blues Alley, un álbum en directo con las mejores canciones que Cassidy solía interpretar en sus actuaciones que se registró a lo largo de dos intensas sesiones en dos noches en este prestigioso club de Georgetown, que a pesar de su pequeño tamaño - capacidad es de sólo 124 espectadores - desde 1965 ha alojado a estrellas del jazz como Sarah Vaughan, Maynard Ferguson, Ella Fitzgerald, Dizzy Gillespie, Wynton Marsalis. El álbum cuenta con recreaciones inolvidables de Cheek to cheek, Take me to the river, People get ready o What a wonderful world. Al respecto, The Washington Post publicó que ella "podía cantar cualquier canción y conseguir que fuera la única música que importara". Pese a ello, Cassidy no estaba satisfecha con su voz la noche de la grabación. La grabación de la primera noche se perdió por problemas técnicos. Al día siguiente, Eva Cassidy cantó una treintena de temas de los que 16 figuraron en el disco Live at Blues Alley  y en un vídeo de la actuación que se difundió posteriormente. 
Cassidy, Biondo y Dale formaron su propio sello para editar las grabaciones y lo llamaron CDB Records por las iniciales de sus apellidos. Para pagar por la fabricación de los CD, Cassidy utiliza el dinero que le había dado una tía. "Habíamos pedido una gran cantidad de mil CD," dice Biondo.  "Recuerdo cuando iba con ella a Virginia para ir a recogerlos de la planta de discos compactos. Ella pensaba que compramos demasiados. Así que todo el viaje estaba diciendo que ella sabía que iba a tener cajas y cajas de ellos por ahí para siempre". Durante esa época Eva también trabajaba haciendo pinturas murales artísticas en las escuelas de la zona.
A continuación, Eva, Biondo y el resto de la banda grabaron nuevas versiones para editar un disco de estudio. En junio del mismo año, durante la promoción de Live at Blues Alley, Eva comenzó a sentir dolor en la cadera. Días después fue diagnosticada de cáncer de piel en fase avanzada. Pese al tratamiento de quimioterapia, falleció el 2 de noviembre a la edad de 33 años. Su última actuación tuvo lugar en septiembre frente a un grupo de amigos para quienes interpretó What a wonderful world.
El único disco en estudio, Eva by heart -con Time is a healer, I know you by heart o Songbird, el clásico de Fleetwood Mac, entre sus surcos-, ya apareció con carácter póstumo en 1997. 
'Eva conjugaba una profunda emoción y una técnica perfecta, y todo ello sin un gramo de pretenciosidad', dijo el saxofonista Ron Holloway en The Washington Post Magazine.
A principios del año siguiente se publicó Eva by heart y Cassidy fue reconocida por la Asociación de Música de Washington. Pese a la popularidad lograda en la zona de Washington D. C., Eva no era prácticamente conocida en el resto del mundo.
Una de sus amigas y admiradoras envió una casete a Bill Straw de Blix Street Récords que quedó impresionado con su voz y estilo y recopiló temas de los tres discos publicados por Eva y lanzó el álbum Songbird, que permaneció en un segundo plano hasta que en 2000, Terry Wogan, para la radio de la BBC británica, comenzó a difundirlo en su programa por recomendación de su productor sin conocer prácticamente la figura de Cassidy, recibiendo pronto numerosas peticiones de los oyentes para escuchar la voz de Eva. El álbum escaló hasta el número 1 en las listas británicas vendiendo más de un millón de copias, y alcanzó estatus de disco de oro en los Estados Unidos, cosechando gran éxito en muchos otros países. Sting afirmó en una entrevista que no pudo contener las lágrimas al escuchar por primera vez la versión que Eva grabó de su tema Fields of gold, incluido en el álbum. Songbird permite entrever un talento nada corriente y lamentar las colosales esperanzas que la enfermedad truncó de forma súbita. 
La llama de Eva Cassidy volvió a resplandecer con el lanzamiento en el año 2000 de Time after time, para el que se rescataron sus versiones de Kathy's song (Paul Simon), Ain't no sunshine (Bill Withers), At last (Etta James), Woodstock (Joni Mitchell) o el tema de Cindy Lauper que le da título.
El álbum Imagine publicado el 2002, cuenta con una versión impresionante del clásico de Sandy Denny,  "Who Knows Where the Time Goes?" y un contenido que es la quintaesencia del repertorio de Cassidy: ''It Doesn't Matter Anymore,'' de Paul Anka, también grabada por Buddy Holly y después por Linda Ronstadt; el clásico folk de Gordon Lightfoot ''Early Morning Rain''; ''You've Changed,'' que Billie Holiday popularizó; ''Fever,'' con el acompañamiento al violín de su hermano Dan, y la canción de John Lennon que da título al álbum. La difusión de este disco fue quizá el momento de máxima popularidad de la malograda cantante y coincidió con un momento en que aparecieron en el panorama del jazz vocal algunas otras figuras que lo han renovado por completo como Norah Jones, Madeleine Peyroux, Lisa Ekdahl, Patricia Barber, Diana Krall, Stacey Kent o Jane Monheit.
Cassidy nunca grabó composiciones propias, por lo que todo el material publicado consiste en versiones de otros autores. Después, se han ido publicado diversos álbumes recopilatorios más: American tune (2003) y Wonderful world (2004), todos los cuales han llegado al número 1 en Reino Unido y sumando ventas por encima de los cuatro millones de copias.
El aniversario de los conciertos en el Blues Alley se conmemoró el 2015 con el lanzamiento de Nightbird, un conjunto de 33 canciones tomada casi en su totalidad de la noche del 5 de febrero de 1995 en el club de Georgetown, con un DVD de la actuación – donde puede apreciarse el magnetismo de la cantante rubia. En un Stormy Monday sentido, la dulce versión de Autumn Leaves y la creación despojada y emocionante de Over the Rainbow se revelan no solo una voz perfecta sino también una preciosa alma.

## Discografía
- 1992: The other side con Chuck Brown
- 1996: Live at Blues Alley
- 1997: Eva by heart
- 1998: Songbird (UK #1)
- 2000: Time after time (UK #1)
- 2000: No Boundaries
- 2002: Method actor22
- 2002: Imagine (UK #1)
- 2003: American tune (UK #1)
- 2004: Wonderful world (UK #1)
- 2008: Somewhere
- 2011: Simply Eva
- 2012: The best of Eva Cassidy
- 2015: Nightbird
- 2021: Acoustic
- 2023: London Symphony Orchestra I Can Only Be Me
- 2024: Walkin’ After Midnight